# KLUE
KLUE (103.5 FM, «KLUE 103.5») — це радіостанція, яка веде трансляцію у форматі «Contemporary hit radio». Ліцензія видана для містечка Поплар-Блафф, штат Міссурі, США, а чинним власником є Бенджамін Стрейтмайєр. В ефір випускаються програми від Westwood One.

## Історія
Федеральна комісія зі зв'язку 26 жовтня 1990 року видала Twin Eagle Communications дозвіл на побудову станції. 12 грудня 1990 року станція отримала позивний «KZMA», а 2 лютого 1999 — ліцензію на радіомовлення на відповідній території. 26 квітня 2002 року Twin Eagle передали ліцензію станції її чинному власнику, Бенджамінові Стрейтмайєру, за $800 000. 27 березня 2003 року станція змінила свій позивний на поточний — KLUE.
Позивний «KLUE» раніше належав радіостанції Top 40 AM у Лонгв'ю, Техас, яка вела радіомовлення на частоті 1280 kHz. Радіостанція KLUE у Лонгв'ю вела трансляції приблизно з 1965 по 1984. KLUE з Лонгв'ю потрапила в історію в 1966 році, коли організувала одне з перших так званих вогнищ Бітлз у відповідь на коментар Джона Леннона, який одного разу сказав, що його музичний гурт популярніший за Ісуса Христа. «Вогнище Бітлз», організоване KLUE (по суті — демонстративне, публічне спалювання платівок і символіки гурту The Beatles), відбулось у суботу, 13 серпня 1966 року. Наступного дня в радіовежу KLUE влучила блискавка, знищивши чимало обладнання радіостанції і відправивши директора рубрики новин до лікарні.

## Зовнішні посилання
- Офіційний сайт
- FM Query Results -- Audio Division (FCC) USA. transition.fcc.gov (англ.). Архів оригіналу за 6 березня 2017. Процитовано 7 травня 2017.
- KLUE-FM 103.5 MHz Radio Station Information. radio-locator.com (англ.). Архів оригіналу за 11 листопада 2012. Процитовано 7 травня 2017.
- Arbitron Station Information Profiles. www1.arbitron.com. Процитовано 7 травня 2017.